# Alfons Wolny
Alfons Wolny (ur. 10 lutego 1895 r. w Załężu, zm. 20 września 1966 r. w Orzeszu-Jaśkowicach) – polski duchowny katolicki, proboszcz parafii św. Jana Chrzciciela w Jaśkowicach Śląskich. 

## Życiorys
Urodził się w Załężu w rodzinie robotniczej. W 1914 r. po zdaniu egzaminu maturalnego rozpoczął studia filozoficzne na Wydziale Teologicznym Uniwersytetu Wrocławskiego. Po ich ukończeniu rozpoczął studium teologiczne, które ukończył po I wojnie światowej, 25 września 1919 r. Nie przyjął po nich święceń i pracował jako nauczyciel, a potem również jako profesor klasy fortepianowej.
W 1929 r. wstąpił do Śląskiego Seminarium Duchownego w Krakowie i na studia na Wydziale Teologicznym Uniwersytetu Jagiellońskiego. 21 czerwca 1931 r. przyjął święcenia kapłańskie z rąk biskupa katowickiego Stanisława Adamskiego.
Po przyjęciu święceń był wikarym w różnych parafiach archidiecezji katowickiej. Po II wojnie światowej został administratorem, a w 1958 r. proboszczem parafii św. Jana Chrzciciela w Jaśkowicach Śląskich, gdzie pracował do śmierci.